# Charles-Célien Fracque
Charles-Célien Fracque, né le 2 février 1875 à Saint-Claude (Jura) et décédé le 28 novembre 1941 à Suresnes, est un général français qui fut un des pionniers de la radiotélégraphie.

## Biographie

### Famille
Fils de François-Ernest Fracque, tourneur, et Marie-Léonide Mandrillon, Charles Fracque se marie à Épinal le 8 juin 1903 avec Blanche-Alexandrine Gondrand. Il en a une fille, Renée-Charlotte, née le 26 janvier 1899 à Belfort et décédée à 27 ans le 22 mars 1926 dans le Xe arrondissement de Paris).

### Carrière militaire
Il fait ses études à Saint-Claude (Jura) puis à Besançon avant d'intégrer en 1892 l'École Polytechnique, à l'issue de laquelle il opte pour l'arme du Génie.
Lieutenant en 1896, capitaine en 1900, il est successivement promu chef de bataillon en 1914, lieutenant-colonel en 1918 et colonel en 1923. Chargé de diriger le service du matériel de télégraphie militaire à Paris en 1925, il est fait général de brigade le 7 novembre 1928 et succède au général Ferrié à la tête de la brigade des transmissions. Le 8 juin 1934, il est promu général de division et termine sa carrière en tant que commandant du génie de la région de Paris et membre du Comité technique du Génie. Atteint par la limite d'âge, il est admis dans le cadre de réserve en 1937.
Le général Fracque est nommé successivement chevalier, puis officier et enfin commandeur de la Légion d'honneur, il reçoit la Croix de guerre 1914-1918 avec deux citations, les Palmes académiques, des médailles commémoratives (comme celle des vétérans de 1870 sous l'adage "Oublier...Jamais") et de nombreuses décorations étrangères (Maroc, Italie, etc.).
À Saint-Claude, ses descendants ont fait don au musée de la Résistance et de la Déportation de quelques-unes de ses médailles, son képi d'apparat et son épée frappée de trois étoiles de général, ainsi que de divers documents.

### Un pionnier de la télégraphie militaire
Affecté à l'établissement central du matériel de télégraphie militaire en 1907, puis au bataillon de sapeurs télégraphistes du Mont Valérien en 1911, le capitaine puis commandant Fracque se spécialise dans la télégraphie militaire et plus particulièrement dans la TSF. Dans l'équipe du futur général Ferrié, il prend part activement dès 1909 aux études du matériel de la TSF militaire, à la formation des premières unités radiotélégraphistes de campagne, ainsi qu'à l'organisation du poste de la Tour Eiffel, prémices des premières émissions de radio sur le territoire français.
Il participe ainsi en novembre 1909, avec son chef le commandant Ferrié et plusieurs savants civils, à une expérimentation de TSF pionnière à la Tour Eiffel dont le compte-rendu est fait à l'Académie des Sciences lors de la séance du 7 février 1910. En 1910, il opère de nouveaux essais de télégraphie sans fil par courant continu haute tension dont il divulgue les résultats lors de  conférences de télégraphie sans fil avant d'en publier les détails dans la revue La Lumière électrique (numéro du 16 janvier 1915). Cette expérience a bénéficié d'un écho suffisant pour être répercuté par plusieurs publications française et étrangères et également évoquée par l'Académie des Sciences lors de la séance du 27 mars 1916.
Nommé le 2 août 1914 adjoint au chef du service télégraphique du Grand Quartier Général (GQG) de l'armée française, Charles Fracque exerce cette responsabilité durant toute la Première Guerre mondiale. Chargé de la direction générale du service de la TSF dans l'ensemble des armées en campagne, ce technicien expérimenté joue un rôle décisif dans la mise en usage de la télégraphie sans fil aux armées. Il semble notamment avoir réglé le premier tir d'artillerie guidé par un avion équipé de la TSF en décembre 1914. En octobre 1919, il est affecté à l'Inspection générale de la télégraphie militaire en qualité de chef d'état-major du général Ferrié.
Le texte de sa citation à l'ordre de l'armée en date du 26 septembre 1919 cerne l'importance de son rôle dans la modernisation technique de l'armée au cours de la Grande Guerre : « Officier remarquable [...], organisateur de premier ordre. En orientant dans un sens pratique les recherches faites en TSF, en mettant au point les appareils nouveaux et créant des méthodes et une discipline d'emploi du matériel adaptées aux besoins du commandement, de l'aéronautique et des corps de troupe, a fait de la radiotélégraphie aux armées le plus précieux moyen de transmission et d'information. A contribué ainsi au succès final de nos armes et rendu d'inestimables services ».

### Sources
- Dossier numérisé de Légion d'honneur du général Fracque.
- Dictionnaire de biographie française, tome 14, p. 910.